# Roussel de Bailleul
Roussel de Bailleul (mort el 1077), dit igualment Frangopul (grec medieval: Φραγγόπουλος), fou un aventurer (o exiliat) normand que viatjà a l'Imperi Romà d'Orient i hi fou contractat com a soldat i capitost sota l'emperador Romà IV Diògenes (r. 1068–1071). Altres versions del seu nom són Ursellus de Ballione (llatí), Roscelin, Roskelin de Baieul o, com l'anomena Anna Comnena en l'Alexíada, Urseli (Οὐρσέλιος).
Possiblement era un franc, però el que és segur és que seguí els normands de la Pulla a Itàlia, s'establí a la Terra d'Òtranto i serví a les ordres de Roger d'Hauteville a Sicília. Segons Jofré Malaterra, Bailleul destacà per la seva valentia a la batalla de Cerami, en la qual exhortà el comte Roger a perseguir els sarraïns que fugien en desbandada. A part d'aquest breu relat de Malaterra, la principal font sobre la vida de Bailleul és l'Alexíada, d'Anna Comnena.
Era present en la campanya de Mantziciert el 1071, però no participà en la batalla, car havia estat enviat a saquejar i cercar provisions a Cliat per l'emperador Diògenes. Després del desastre, es mantingué al servei de l'imperi, que necessitava bons generals, i fou destinat de nou a Anatòlia al capdavant de 3.000 cavallers pesants franconormands. Bailleul conquerí terres a Galàcia i el 1073 es declarà independent, seguint l'exemple dels seus compatriotes del Mezzogiorno. Feu d'Ancira (actual Ankara) la seva capital. Vencé el cèsar Joan Ducas i saquejà Crisòpolis, prop de Constantinoble. Seguidament, donà el seu suport a Joan Ducas per usurpar el tron imperial. L'emperador Miquel VII Ducas cedí formalment als turcs seljúcides terres que ja havien conquerit per convèncer Tútuix I, senyor de la guerra seljúcida, d'eliminar Bailleul. Ducas i Bailleul foren derrotats i empresonats per les forces turques (Ducas al mont Sòfon el 1075 i Bailleul més endavant a la vora d'Amasia). Afortunadament per a Bailleul, la seva muller fou capaç de reunir el rescat que exigien els turcs, que permeteren a l'aventurer tornar a Amasia, on tingué una rebuda tan positiva que es convertí en governador. El 1075, el general i futur emperador Aleix Comnè se serví d'un estratagema per capturar-lo.
El 1077, fou posat en llibertat a canvi d'un rescat i de la promesa de menar un batalló contra el rebel Nicèfor Botaniates. El vencé amb facilitat, però tot seguit feu causa comuna amb ell. L'emperador tornà a apel·lar als seljúcides, que el derrotaren i el capturaren a Nicomèdia i el lliuraren a l'Imperi Romà d'Orient, on fou executat.